# Everything Is Healing Nicely
Everything Is Healing Nicely studijski je album američkog glazbenika Franka Zappe, koji postumno izlazi u prosincu 1999.g. Materijal na albumu pretežno sadrži skladbe koje je Zappa snimao s glazbenim ansamblom "Ensemble Modern" i koje se nalaze na albumu The Yellow Shark (1993.)

## Popis pjesama
1. "Library Card" – 7:42
2. "This Is a Test" – 1:35
3. "Jolly Good Fellow" – 4:34
4. "Roland's Big Event/Strat Vindaloo" – 5:56
5. "Master Ringo" – 3:35
6. "T'Mershi Duween" – 2:30
7. "Nap Time" – 8:02
8. "9/8 Objects" – 3:06
9. "Naked City" – 8:42
10. "Whitey (Prototype)" – 1:12
11. "Amnerika Goes Home" – 3:00
12. "None of the Above (Revised & Previsited)" – 8:38
13. "Wonderful Tattoo!" – 10:01

## Vanjske poveznice
- Informacije na Lyricsu
- Detalji o izlasku albuma